# Distrito Municipio de Plungė
Distrito Municipio de Plungė o Distrito de Plungė (Plungės rajono savivaldybė; Plungės rajonas) es en noroeste de Lituania, en Condado de Telšiai. Cubre un área de 1.105 km² y albergaba una población de 43.900 personas en 2005. La cabecera es Plungė.

## Localidades
Es distrito son:
- 1 ciudad - Plungė
- 4 poblaciones - Alsėdžiai, Kuliai, Plateliai y Žemaičių Kalvarija
- 206 pueblos

## Comunas (Seniūnijos)
En distrito son 11 comunas (entre paréntesis - cabecera)
- Alsėdžių seniūnija (Alsėdžiai)
- Babrungo seniūnija (Babrungas)
- Kulių seniūnija (Kuliai)
- Nausodžio seniūnija (Varkaliai)
- Paukštakių seniūnija (Grumbliai)
- Platelių seniūnija (Plateliai)
- Plungės miesto seniūnija (Plungė)
- Stalgėnų seniūnija (Stalgėnai)
- Šateikių seniūnija (Šateikiai)
- Žemaičių Kalvarijos seniūnija (Žemaičių Kalvarija)
- Žlibinų seniūnija (Žlibinai)